# Milatovac (Žagubica)
Milatovac (em cirílico: Милатовац) é uma vila da Sérvia localizada no município de Žagubica, pertencente ao distrito de Braničevo, na região de Homolje. A sua população era de 660 habitantes segundo o censo de 2002.

## Demografia
| 1948  | 1953  | 1961  | 1971  | 1981  | 1991 | 2002 | 2011 |
| ----- | ----- | ----- | ----- | ----- | ---- | ---- | ---- |
| 1 120 | 1 210 | 1 187 | 1 119 | 1 029 | 872  | 828  | 660  |